# Île de Mäuseturm
L'île de Mäuseturm est une île fluviale du Rhin, située au niveau  de la ville de Bingen-Am-Rhein, en Allemagne, localisée au km (Rhin) 530,1-530,4. La distance à la rive gauche du fleuve est d'environ 70 m. L'île n'est pas accessible au public. Elle est longue de 250 m et large de 50 m. 
Elle tient son nom du Mäuseturm de Bingen, situé à la pointe sud de l'île. La tour de l'île représente le seul édifice dédié à la défense et à la surveillance dans le milieu du Rhin, avec le château de Pfalzgrafenstein.